# Chorba frik
La chorba frik (شربة فريك), également appelée djari hmar, de son nom original dchicha (دشيشة) ou tchicha, est une soupe à base de blé vert concassé et de viande, de la cuisine algérienne.
Elle est consommée notamment durant le mois du ramadan, et auparavant cantonnée à l'est de l'Algérie, elle est présente dans les tables jusqu'à Tlemcen, à l'extrême ouest du pays.
Son nom vient de l'ingrédient utilisé, le Freekeh, un blé vert grillé avant maturité.